# Gymnoscopelus bolini
Gymnoscopelus bolini és una espècie de peix de la família dels mictòfids i de l'ordre dels mictofiformes.

## Morfologia
- Els mascles poden assolir 28 cm de longitud total.[3][4]

## Depredadors
A les Illes Malvines és depredat per Lampris immaculatus i a les Illes del Príncep Eduard per Arctocephalus gazella i Arctocephalus tropicalis.

## Hàbitat
És un peix marí i d'aigües profundes que viu fins als 4.200 m de fondària.

## Distribució geogràfica
Es troba a tots els oceans de l'hemisferi sud.